# 3ª Divisione CC.NN. "21 aprile"
La 3ª Divisione CC.NN. "21 aprile" era una divisione italiana della Milizia Volontaria per la Sicurezza Nazionale (MVSN). Il nome "21 aprile" le venne dato in omaggio alla data di fondazione della città di Roma.

## Storia

### Guerra d'Etiopia
Costituita il 10 giugno 1935, tra il 18 ed il 23 settembre successivo la divisione sbarca a Massaua, dove i reparti iniziarono immediatamente l'addestramento in vista dell'attacco all'Etiopia, oltre che ad essere impegnate nella realizzazione di opere viarie e lavori di fortificazioni in supporto al II Corpo d'Armata, destinato ad operare su Adua. Dal 3 dicembre, con il battesimo del fuoco negli scontri di Gulà Gulè, la divisione partecipa alle operazioni sulla linea Darò Miscellan-Amba Berach, per raggiungere il 12 dicembre Addì Ghebetà (nella zona di Adua) ed il 15 Axum, occupando il giorno successivo la quota 2.140 a copertura del movimento della 19ª Divisione fanteria "Gavinana"; il 20 rientra ad Axum, acquartierandosi in posizione difensiva. Il CCXXX Battaglione CC.NN. "L'Aquila" spingendosi in ricognizione verso il fiume Tacazzè agli ordini del Generale di divisione Giacomo Appiotti, il 25 dicembre entra in contatto con il nemico nella zona tra il passo di Af Gaga e la conca di Enda Selassie, battendolo ed infliggendogli gravi perdite. Il 29 febbraio 1936 la divisione partecipa all'offensiva dello Scirè, coprendo il fianco sinistro del II Corpo d'Armata; la 263ª e la 252ª Legione CC.NN., agli ordini del Console Generale Archimede Mischi, vice-comandante della divisione, attaccano a Selaclacà le colonne nemiche che minacciavano la Divisione "Gavinana", respingendo per due volte gli abissini e stroncandone definitivamente il contrattacco, al prezzo di 4 Ufficiali e 15 Camicie Nere cadute, 6 Ufficiali e 65 Camicie Nere ferite e 7 dispersi. Nei giorni successivi riprende l'avanzata italiana ed il 2 marzo la 230ª Legione si spinge in profondità nel dispositivo abissino, sbaragliando la resistenza nemica tra la cima occidentale e quella orientale dell'Amba Adi Malech. La giornata si conclude con 16 Camicie Nere cadute e 4 Ufficiali e 113 Camicie Nere ferite. L'indomani continua l'inseguimento e la divisione raggiunge gli obiettivi di Af Gaga e Cobò Nebrit. Successivamente viene spostata nella zona del Tacazzè, dove verrà impiegata in un ciclo di lavori viari ed esperimenti agricoli.

### Seconda guerra mondiale
Mobilitata nel settembre del 1939 in vista dell'entrata in guerra dell'Italia, viene sciolta in Libia nel maggio del 1940 per completare con le sue Legioni CC.NN. le altre tre divisioni della MVSN. Il reggimento di artiglieria ed i servizi, che nelle divisioni della MVSN erano alimentati da personale del Regio Esercito, furono anch'essi assegnati ad altre grandi unità. In particolare, il 203º Reggimento artiglieria del Regio Esercito fu assegnato alla 64ª Divisione fanteria "Catanzaro", costituita in Libia il 3 giugno 1940.

## Ordine di battaglia: 1935
- 230ª Legione CC.NN. "L'Aquila" (L'Aquila)
  - CCXXX Battaglione CC.NN. "L'Aquila" (L'Aquila)
  - CCXXXVI Battaglione CC.NN. "Chieti" (Chieti)
  - 230ª Compagnia mitraglieri
  - 230ª Batteria someggiata da 65/17
- 252ª Legione CC.NN. "Acciaiata" (Lecce)
  - CCLII Battaglione CC.NN. "Lecce" (Lecce)
  - CCLVI Battaglione CC.NN. "Potenza" (Potenza)
  - 252ª Compagnia mitraglieri
  - 252ª Batteria someggiata da 65/17
- 263ª Legione CC.NN. "Tommaso Gulli" (Reggio Calabria)
  - CCLXIII Battaglione "Reggio Calabria" (Reggio Calabria)
  - CCLXIV Battaglione "Catanzaro" (Catanzaro)
  - 263ª Compagnia mitraglieri
  - 263ª Batteria someggiata da 65/17
- III Battaglione CC.NN. mitraglieri (Ascoli Piceno)
- 2 battaglioni complementi
- III Gruppo someggiato da 65/17 del Regio Esercito
- 3ª Compagnia speciale genio (CC.NN. e R.E.)
- 3ª Sezione CC.RR.
- Ufficio Commissariato
- 3ª Sezione sanità
- 3ª Sezione sussistenza
- 3º Autoreparto misto
- 3º Reparto salmerie divisionali

## Ordine di battaglia: 1939
- 181ª Legione CC.NN.
  - LXXI Battaglione CC.NN. "Manfredi" (Faenza)
  - LXXXI Battaglione CC.NN. "A. di Barbiano" (Ravenna)
  - CII Battaglione CC.NN. "Cacciatori del Tevere" (Perugia)
- 203ª Legione CC.NN.
  - CIII Battaglione CC.NN. "Clitumno" (Foligno)
  - CX Battaglione CC.NN. "Piceno" (Ascoli Piceno)
  - CXLIII Battaglione CC.NN. "C. Ricci" (Benevento)
- 203º Reggimento artiglieria del Regio Esercito
  - I Gr. art.
  - II Gr. art.
  - III Gr. art.
- 1 batteria cannoni d'accompagnamento da 65/17 del Regio Esercito
- 1 compagnia CC.NN. anticarro da 47/32
- 1 compagnia mortai da 81
- 203º Battaglione CC.NN. mitragliatrici
- 203º Battaglione misto genio del Regio Esercito
- Servizi divisionali